# Rue Douer
La rue Douer est une voie bayonnaise, située dans le quartier du Grand Bayonne dans les Pyrénées-Atlantiques.

## Situation et accès

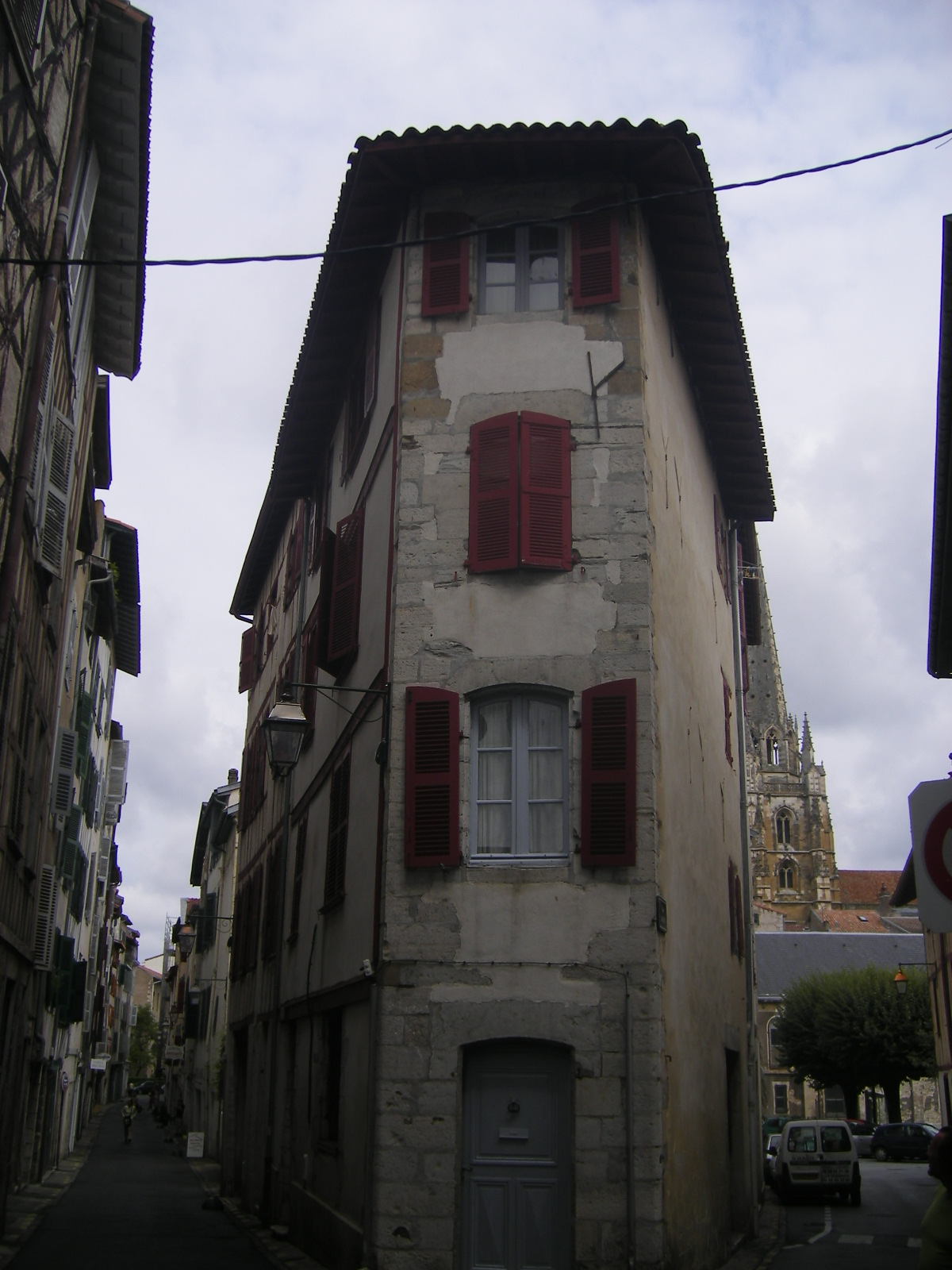
La rue Douer à droite, et celle des Faures à gauche.

La rue Douer relie le carrefour entre les rues des Faures et Vieille-Boucherie à la rue des Prébendés,. La placette située entre la rue des Faures et la rue Douer se voit octroyer le nom de Jean-Michel Larrasquet en 2019.

## Origine du nom
Il est difficile de déterminer l'origine du nom. Il pourrait provenir du gascon doaler, tonnelier. La rue aurait auparavant porté le nom de Destivaux.

## Historique
Cette rue, bien qu'assez peuplée par le passé, a « fait fort peu parler d'elle ».

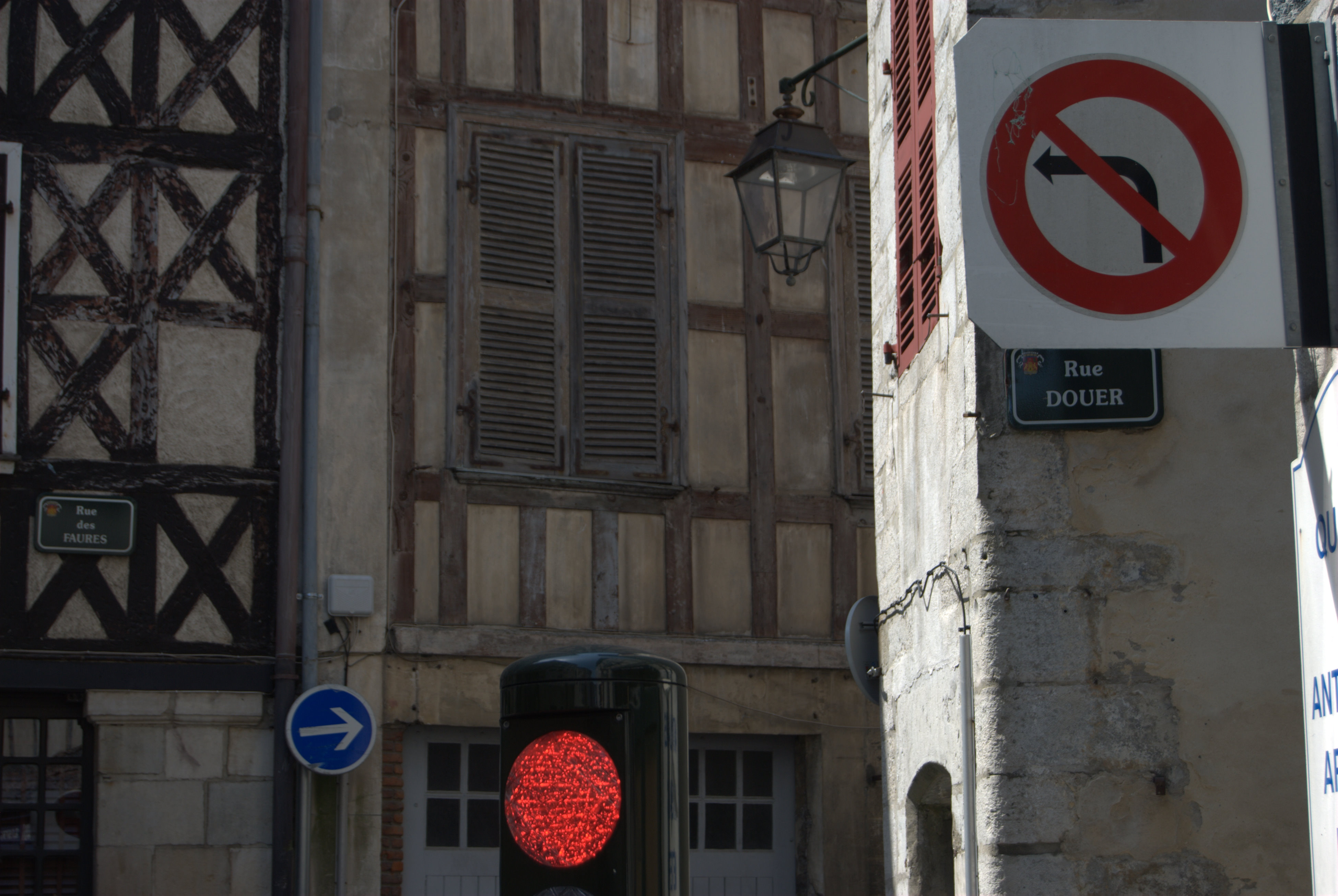
Panneaux des rues des Faures et Douer.